# Gustav Blöde
Gustav Blöde (auch Bloede) (* 23. September 1814 in Dresden; † 30. April 1888 in Baltimore, USA) war ein deutsch-amerikanischer Jurist, Mediziner, Journalist und Politiker.

## Leben
Blöde war der Sohn des Geheimen Finanzrates Karl August Blöde. Seine Schwester Ida heiratete Robert Prutz, seine Schwester Elise Albert Oppermann. Sein Bruder Viktor heiratete Henriette Nietzsche, eine Schwester von Arnold Ruges Frau Agnes.
Blöde studierte von 1832 bis 1836 Rechtswissenschaften in Leipzig. Er arbeitete als Advokat in Dresden. 1844 heiratete er Marie Antoinette Franziska Jungnitz (1821–1870), Halbschwester von Friedrich von Sallet sowie eine Freundin von Louise Otto-Peters und Mitarbeiterin an deren Frauen-Zeitung.
1848 gehörte er dem Vorparlament an; zur Frankfurter Nationalversammlung wurde er zwar gewählt, jedoch als Abgeordneter nicht zugelassen. Als Liberaler wurde Blöde in die Zweite Kammer des Sächsischen Landtages (4. Ordentlicher Landtag 1849) gewählt. Während der Revolution 1848/49 war er Stadtverordnetenvorsteher in Dresden. Wegen seiner Teilnahme am Dresdner Maiaufstand, an dem er teilweise gemeinsam mit Heinrich Minckwitz teilgenommen hatte, wurde er am 9. Mai 1849 verhaftet, saß acht Monate in Untersuchungshaft und wurde Anfang 1850 zu zehn Jahren Zuchthaus verurteilt. Er floh als Forty-Eighter über Antwerpen nach New York in die USA, wo er Medizin studierte und 1852 das Doktordiplom vom homöopathischen College in Philadelphia erhielt. Im Amerikanischen Bürgerkrieg diente er als Chirurg und arbeitete später als Arzt in Brooklyn. Er war mehrere Jahre bis 1873 als Redakteur des republikanischen New Yorker Demokrat tätig und schrieb als Korrespondent für die Illinois Staats-Zeitung.
Er hatte vier Kinder. Sein Sohn war der Chemiker Victor Gustav Bloede (1849–1937). Seine Töchter waren Gertrude Bloede (1845–1905), Kate Bloede (1848–1891; verheiratet mit Abbott Handerson Thayer) und Indiana „Indie“ Bloede (1854–1936; verheiratet mit Samuel Thomas King).